# Генрік Естервольд
Генрік Естервольд (норв. Henrik Østervold, 13 січня 1878 — 21 серпня 1957) — норвезький яхтсмен.
Олімпійський чемпіон 1920 року в класі 12 метрів (правила 1907 року).